# Beachvolleybal op de Olympische Zomerspelen 2016 (vrouwen)
Het beachvolleybaltoernooi voor vrouwen tijdens de Olympische Zomerspelen 2016 in Rio de Janeiro begon op 6 augustus en eindigde op 17 augustus. De 24 deelnemende teams zijn verdeeld over zes groepen van vier, waarin een halve competitie wordt gespeeld. Aan het einde van de groepsfase gaan de nummers één en twee elke groep door naar de achtste finales, aangevuld met de twee beste nummers drie. De vier slechtste nummers drie speelden een play-offwedstrijd voor een plaats in de achtste finales. Vanaf de achtste finales werd er gespeeld in een knock-outsysteem.

## Groepsfase

### Groep A
Stand
| # | Ploeg                 | Punten | Wedstrijden | Wedstrijden | Wedstrijden | Spelpunten | Spelpunten | Spelpunten | Sets | Sets | Sets  |
| # | Ploeg                 | Punten | G           | W           | V           | W          | V          | Ratio      | W    | V    | Ratio |
| - | --------------------- | ------ | ----------- | ----------- | ----------- | ---------- | ---------- | ---------- | ---- | ---- | ----- |
| 1 | Larissa – Talita      | 6      | 3           | 3           | 0           | 126        | 84         | 1.500      | 6    | 0    | –     |
| 2 | Brzostek – Kołosińska | 4      | 3           | 2           | 1           | 117        | 119        | 0.983      | 4    | 3    | 1.333 |
| 3 | Chomjakova – Oekolova | 2      | 3           | 1           | 2           | 126        | 141        | 0.894      | 2    | 5    | 0.400 |
| 4 | Fendrick – Sweat      | 0      | 3           | 0           | 3           | 127        | 152        | 0.836      | 2    | 6    | 0.333 |

Wedstrijden
alle tijden zijn Braziliaanse tijd (UTC −3:00)
| Datum       | Tijd  |                       | Score |                       | Set 1   | Set 2   | Set 3   |
| ----------- | ----- | --------------------- | ----- | --------------------- | ------- | ------- | ------- |
| 7 augustus  | 10:00 | Larissa – Talita      | 2 – 0 | Chomjakova – Oekolova | 21 – 14 | 21 – 16 |         |
| 7 augustus  | 11:00 | Brzostek – Kołosińska | 2 – 1 | Fendrick – Sweat      | 14 – 21 | 21 – 13 | 15 – 7  |
| 9 augustus  | 13:00 | Brzostek – Kołosińska | 2 – 0 | Chomjakova – Oekolova | 21 – 19 | 21 – 18 |         |
| 9 augustus  | 16:30 | Larissa – Talita      | 2 – 0 | Fendrick – Sweat      | 21 – 16 | 21 – 13 |         |
| 11 augustus | 10:00 | Larissa – Talita      | 2 – 0 | Brzostek – Kołosińska | 21 – 10 | 21 – 15 |         |
| 11 augustus | 15:30 | Fendrick – Sweat      | 1 – 2 | Chomjakova – Oekolova | 18 – 21 | 26 – 24 | 13 – 15 |

### Groep B
Stand
| # | Ploeg                | Punten | Wedstrijden | Wedstrijden | Wedstrijden | Spelpunten | Spelpunten | Spelpunten | Sets | Sets | Sets  |
| # | Ploeg                | Punten | G           | W           | V           | W          | V          | Ratio      | W    | V    | Ratio |
| - | -------------------- | ------ | ----------- | ----------- | ----------- | ---------- | ---------- | ---------- | ---- | ---- | ----- |
| 1 | Elsa – Liliana       | 6      | 3           | 3           | 0           | 127        | 101        | 1.257      | 6    | 0    | –     |
| 2 | Ágatha – Bárbara     | 4      | 3           | 2           | 1           | 134        | 120        | 1.117      | 4    | 3    | 1.333 |
| 3 | Hermannová – Sluková | 2      | 3           | 1           | 2           | 132        | 145        | 0.910      | 3    | 5    | 0.600 |
| 4 | Gallay – Klug        | 0      | 3           | 0           | 3           | 106        | 133        | 0.797      | 1    | 6    | 0.167 |

Wedstrijden
alle tijden zijn Braziliaanse tijd (UTC −3:00)
| Datum       | Tijd  |                  | Score |                      | Set 1   | Set 2   | Set 3   |
| ----------- | ----- | ---------------- | ----- | -------------------- | ------- | ------- | ------- |
| 6 augustus  | 13:00 | Elsa – Liliana   | 2 – 0 | Gallay – Klug        | 21 – 11 | 21 – 19 |         |
| 6 augustus  | 15:30 | Ágatha – Bárbara | 2 – 1 | Hermannová – Sluková | 19 – 21 | 21 – 17 | 15 – 11 |
| 8 augustus  | 11:00 | Ágatha – Bárbara | 2 – 0 | Gallay – Klug        | 21 – 11 | 21 – 17 |         |
| 8 augustus  | 22:00 | Elsa – Liliana   | 2 – 0 | Hermannová – Sluková | 21 – 15 | 21 – 19 |         |
| 10 augustus | 17:30 | Ágatha – Bárbara | 0 – 2 | Elsa – Liliana       | 17 – 21 | 20 – 22 |         |
| 10 augustus | 22:00 | Gallay – Klug    | 1 – 2 | Hermannová – Sluková | 21 – 13 | 19 – 21 | 8 – 15  |

### Groep C
Stand
| # | Ploeg                 | Punten | Wedstrijden | Wedstrijden | Wedstrijden | Spelpunten | Spelpunten | Spelpunten | Sets | Sets | Sets  |
| # | Ploeg                 | Punten | G           | W           | V           | W          | V          | Ratio      | W    | V    | Ratio |
| - | --------------------- | ------ | ----------- | ----------- | ----------- | ---------- | ---------- | ---------- | ---- | ---- | ----- |
| 1 | Ross – Walsh Jennings | 6      | 3           | 3           | 0           | 142        | 101        | 1.406      | 6    | 1    | 6.000 |
| 2 | Wang – Yue            | 4      | 3           | 2           | 1           | 124        | 123        | 1.008      | 4    | 3    | 1.333 |
| 3 | Forrer – Vergé-Dépré  | 2      | 3           | 1           | 2           | 165        | 171        | 0.965      | 4    | 5    | 0.800 |
| 4 | Artacho – Laird       | 0      | 3           | 0           | 3           | 109        | 145        | 0.752      | 1    | 6    | 0.167 |

Wedstrijden
alle tijden zijn Braziliaanse tijd (UTC −3:00)
| Datum       | Tijd  |                       | Score |                      | Set 1   | Set 2   | Set 3   |
| ----------- | ----- | --------------------- | ----- | -------------------- | ------- | ------- | ------- |
| 6 augustus  | 23:00 | Forrer – Vergé-Dépré  | 1 – 2 | Wang – Yue           | 22 – 24 | 21 – 18 | 12 – 15 |
| 6 augustus  | 24:00 | Ross – Walsh Jennings | 2 – 0 | Artacho – Laird      | 21 – 14 | 21 – 13 |         |
| 8 augustus  | 10:00 | Forrer – Vergé-Dépré  | 2 – 1 | Artacho – Laird      | 19 – 21 | 21 – 16 | 21 – 19 |
| 8 augustus  | 24:00 | Ross – Walsh Jennings | 2 – 0 | Wang – Yue           | 21 – 16 | 21 – 9  |         |
| 10 augustus | 13:00 | Wang – Yue            | 2 – 0 | Artacho – Laird      | 21 – 16 | 21 – 10 |         |
| 10 augustus | 21:00 | Ross – Walsh Jennings | 2 – 1 | Forrer – Vergé-Dépré | 21 – 13 | 22 – 24 | 15 – 12 |

### Groep D
Stand
| # | Ploeg                | Punten | Wedstrijden | Wedstrijden | Wedstrijden | Spelpunten | Spelpunten | Spelpunten | Sets | Sets | Sets  |
| # | Ploeg                | Punten | G           | W           | V           | W          | V          | Ratio      | W    | V    | Ratio |
| - | -------------------- | ------ | ----------- | ----------- | ----------- | ---------- | ---------- | ---------- | ---- | ---- | ----- |
| 1 | Ludwig – Walkenhorst | 6      | 3           | 3           | 0           | 138        | 103        | 1.340      | 6    | 1    | 6.000 |
| 2 | Broder – Valjas      | 4      | 3           | 2           | 1           | 121        | 118        | 1.025      | 4    | 3    | 1.333 |
| 3 | Menegatti – Giombini | 2      | 3           | 1           | 2           | 138        | 128        | 1.078      | 4    | 4    | 1.000 |
| 4 | Elghobashy – Nada    | 0      | 3           | 0           | 3           | 78         | 126        | 0.619      | 0    | 6    | 0.000 |

Wedstrijden
alle tijden zijn Braziliaanse tijd (UTC −3:00)
| Datum       | Tijd  |                      | Score |                      | Set 1   | Set 2   | Set 3  |
| ----------- | ----- | -------------------- | ----- | -------------------- | ------- | ------- | ------ |
| 7 augustus  | 18:30 | Ludwig – Walkenhorst | 2 – 0 | Elghobashy – Nada    | 21 – 12 | 21 – 15 |        |
| 7 augustus  | 22:00 | Menegatti – Giombini | 1 – 2 | Broder – Valjas      | 21 – 15 | 18 – 21 | 9 – 15 |
| 9 augustus  | 12:00 | Menegatti – Giombini | 2 – 0 | Elghobashy – Nada    | 21 – 10 | 21 – 13 |        |
| 9 augustus  | 18:30 | Ludwig – Walkenhorst | 2 – 0 | Broder – Valjas      | 21 – 17 | 21 – 11 |        |
| 11 augustus | 15:30 | Broder – Valjas      | 2 – 0 | Elghobashy – Nada    | 21 – 12 | 21 – 16 |        |
| 11 augustus | 21:00 | Ludwig – Walkenhorst | 2 – 1 | Menegatti – Giombini | 21 – 18 | 18 – 21 | 15 – 9 |

### Groep E
Stand
| # | Ploeg                      | Punten | Wedstrijden | Wedstrijden | Wedstrijden | Spelpunten | Spelpunten | Spelpunten | Sets | Sets | Sets  |
| # | Ploeg                      | Punten | G           | W           | V           | W          | V          | Ratio      | W    | V    | Ratio |
| - | -------------------------- | ------ | ----------- | ----------- | ----------- | ---------- | ---------- | ---------- | ---- | ---- | ----- |
| 1 | Bansley – Pavan            | 6      | 3           | 3           | 0           | 127        | 102        | 1.245      | 6    | 0    | –     |
| 2 | Heidrich – Zumkehr         | 3      | 3           | 2           | 1           | 131        | 110        | 1.191      | 4    | 3    | 1.333 |
| 3 | Borger – Büthe             | 2      | 3           | 1           | 2           | 104        | 117        | 0.889      | 2    | 4    | 0.500 |
| 4 | van der Vlist – van Gestel | 0      | 3           | 0           | 3           | 105        | 137        | 0.766      | 1    | 6    | 0.167 |

Wedstrijden
alle tijden zijn Braziliaanse tijd (UTC −3:00)
| Datum       | Tijd  |                    | Score |                            | Set 1   | Set 2   | Set 3  |
| ----------- | ----- | ------------------ | ----- | -------------------------- | ------- | ------- | ------ |
| 7 augustus  | 15:30 | Bansley – Pavan    | 2 – 0 | van der Vlist – van Gestel | 21 – 15 | 21 – 17 |        |
| 7 augustus  | 21:00 | Borger – Büthe     | 0 – 2 | Heidrich – Zumkehr         | 12 – 21 | 16 – 21 |        |
| 9 augustus  | 21:00 | Borger – Büthe     | 2 – 0 | van der Vlist – van Gestel | 21 – 19 | 21 – 14 |        |
| 9 augustus  | 24:00 | Bansley – Pavan    | 2 – 0 | Heidrich – Zumkehr         | 21 – 18 | 21 – 18 |        |
| 11 augustus | 18:30 | Heidrich – Zumkehr | 2 – 1 | van der Vlist – van Gestel | 17 – 21 | 21 – 11 | 15 – 8 |
| 11 augustus | 22:00 | Bansley – Pavan    | 2 – 0 | Borger – Büthe             | 21 – 19 | 21 – 15 |        |

### Groep F
Stand
| # | Ploeg                  | Punten | Wedstrijden | Wedstrijden | Wedstrijden | Spelpunten | Spelpunten | Spelpunten | Sets | Sets | Sets  |
| # | Ploeg                  | Punten | G           | W           | V           | W          | V          | Ratio      | W    | V    | Ratio |
| - | ---------------------- | ------ | ----------- | ----------- | ----------- | ---------- | ---------- | ---------- | ---- | ---- | ----- |
| 2 | Bawden – Clancy        | 6      | 3           | 3           | 0           | 145        | 102        | 1.422      | 6    | 1    | 6.000 |
| 2 | Meppelink – Van Iersel | 4      | 3           | 2           | 1           | 144        | 121        | 1.190      | 5    | 2    | 2.500 |
| 3 | Agudo – Pazo           | 2      | 3           | 1           | 2           | 93         | 119        | 0.782      | 2    | 4    | 0.500 |
| 4 | Alfaro – Cope          | 0      | 3           | 0           | 3           | 96         | 126        | 0.762      | 0    | 6    | 0.000 |

Wedstrijden
alle tijden zijn Braziliaanse tijd (UTC −3:00)
| Datum       | Tijd  |                        | Score |                 | Set 1   | Set 2   | Set 3   |
| ----------- | ----- | ---------------------- | ----- | --------------- | ------- | ------- | ------- |
| 6 augustus  | 12:00 | Bawden – Clancy        | 2 – 0 | Alfaro – Cope   | 21 – 15 | 21 – 14 |         |
| 6 augustus  | 18:30 | Meppelink – Van Iersel | 2 – 0 | Agudo – Pazo    | 21 – 17 | 21 – 11 |         |
| 8 augustus  | 17:30 | Meppelink – Van Iersel | 2 – 0 | Alfaro – Cope   | 21 – 16 | 21 – 16 |         |
| 8 augustus  | 23:00 | Bawden – Clancy        | 2 – 0 | Agudo – Pazo    | 21 – 9  | 21 – 14 |         |
| 10 augustus | 10:00 | Meppelink – Van Iersel | 1 – 2 | Bawden – Clancy | 25 – 27 | 21 – 18 | 14 – 16 |
| 10 augustus | 18:30 | Alfaro – Cope          | 0 – 2 | Agudo – Pazo    | 16 – 21 | 19 – 21 |         |

### Lucky losers
Stand
| # | Ploeg                 | Punten | Wedstrijden | Wedstrijden | Wedstrijden | Spelpunten | Spelpunten | Spelpunten | Sets | Sets | Sets  |
| # | Ploeg                 | Punten | G           | W           | V           | W          | V          | Ratio      | W    | V    | Ratio |
| - | --------------------- | ------ | ----------- | ----------- | ----------- | ---------- | ---------- | ---------- | ---- | ---- | ----- |
| 1 | Menegatti – Giombini  | 2      | 3           | 1           | 2           | 138        | 128        | 1.078      | 4    | 4    | 1.000 |
| 2 | Forrer – Vergé-Dépré  | 2      | 3           | 1           | 2           | 165        | 171        | 0.965      | 4    | 5    | 0.800 |
| 3 | Hermannová – Sluková  | 2      | 3           | 1           | 2           | 132        | 145        | 0.910      | 3    | 5    | 0.600 |
| 4 | Borger – Büthe        | 2      | 3           | 1           | 2           | 104        | 117        | 0.889      | 2    | 4    | 0.500 |
| 5 | Agudo – Pazo          | 2      | 3           | 1           | 2           | 93         | 119        | 0.782      | 2    | 4    | 0.500 |
| 6 | Chomjakova – Oekolova | 2      | 3           | 1           | 2           | 126        | 141        | 0.894      | 2    | 5    | 0.400 |

Wedstrijden
alle tijden zijn Braziliaanse tijd (UTC −3:00)
| Datum       | Tijd  |                      | Score |                       | Set 1   | Set 2   | Set 3   |
| ----------- | ----- | -------------------- | ----- | --------------------- | ------- | ------- | ------- |
| 11 augustus | 23:00 | Hermannová – Sluková | 1 – 2 | Chomjakova – Oekolova | 19 – 21 | 21 – 12 | 10 – 15 |
| 11 augustus | 24:00 | Borger – Büthe       | 2 – 0 | Agudo – Pazo          | 21 – 13 | 21 – 8  |         |

## Knock-outfase
| Achtste finale 12–13 augustus | Achtste finale 12–13 augustus | Achtste finale 12–13 augustus | Achtste finale 12–13 augustus | Achtste finale 12–13 augustus |  |  | Kwartfinale 14–15 augustus | Kwartfinale 14–15 augustus | Kwartfinale 14–15 augustus | Kwartfinale 14–15 augustus | Kwartfinale 14–15 augustus |  |  | Halve finale 16–17 augustus | Halve finale 16–17 augustus | Halve finale 16–17 augustus | Halve finale 16–17 augustus | Halve finale 16–17 augustus |  |                      | Finale 18 augustus   | Finale 18 augustus    | Finale 18 augustus   | Finale 18 augustus   | Finale 18 augustus |
|                               |                               |                               |                               |                               |  |  |                            |                            |                            |                            |                            |  |  |                             |                             |                             |                             |                             |  |                      |                      |                       |                      |                      |                    |
|                               | Larissa – Talita              | 21                            | 21                            |                               |  |  |                            |                            |                            |                            |                            |  |  |                             |                             |                             |                             |                             |  |                      |                      |                       |                      |                      |                    |
|                               | Borger – Büthe                | 17                            | 19                            |                               |  |  |                            | Larissa – Talita           | 21                         | 27                         | 15                         |  |  |                             |                             |                             |                             |                             |  |                      |                      |                       |                      |                      |                    |
|                               | Meppelink – Van Iersel        | 21                            | 13                            | 10                            |  |  | Heidrich – Zumkehr         | 23                         | 25                         | 13                         |                            |  |  |                             |                             |                             |                             |                             |  |                      |                      |                       |                      |                      |                    |
|                               | Heidrich – Zumkehr            | 19                            | 21                            | 15                            |  |  |                            |                            |                            |                            |                            |  |  |                             | Larissa – Talita            | 18                          | 12                          |                             |  |                      |                      |                       |                      |                      |                    |
|                               | Bansley – Pavan               | 21                            | 21                            |                               |  |  |                            |                            |                            |                            |                            |  |  |                             | Ludwig – Walkenhorst        | 21                          | 21                          |                             |  |                      |                      |                       |                      |                      |                    |
|                               | Broder – Valjas               | 16                            | 11                            |                               |  |  |                            | Bansley – Pavan            | 14                         | 14                         |                            |  |  |                             |                             |                             |                             |                             |  |                      |                      |                       |                      |                      |                    |
|                               | Forrer – Vergé-Dépré          | 19                            | 10                            |                               |  |  | Ludwig – Walkenhorst       | 21                         | 21                         |                            |                            |  |  |                             |                             |                             |                             |                             |  |                      |                      |                       |                      |                      |                    |
|                               | Ludwig – Walkenhorst          | 21                            | 21                            |                               |  |  |                            |                            |                            |                            |                            |  |  |                             |                             |                             |                             |                             |  |                      |                      | Ludwig – Walkenhorst  | 21                   | 21                   |                    |
|                               | Ross – Walsh Jennings         | 21                            | 21                            |                               |  |  |                            |                            |                            |                            |                            |  |  |                             |                             |                             |                             |                             |  |                      |                      | Ágatha – Bárbara      | 18                   | 14                   |                    |
|                               | Menegatti – Giombini          | 10                            | 16                            |                               |  |  |                            | Ross – Walsh Jennings      | 21                         | 21                         |                            |  |  |                             |                             |                             |                             |                             |  |                      |                      |                       |                      |                      |                    |
|                               | Brzostek – Kołosińska         | 21                            | 16                            | 11                            |  |  | Bawden – Clancy            | 14                         | 16                         |                            |                            |  |  |                             |                             |                             |                             |                             |  |                      |                      |                       |                      |                      |                    |
|                               | Bawden – Clancy               | 15                            | 21                            | 15                            |  |  |                            |                            |                            |                            |                            |  |  |                             | Ross – Walsh Jennings       | 20                          | 18                          |                             |  |                      |                      |                       |                      |                      |                    |
|                               | Wang – Yue                    | 12                            | 16                            |                               |  |  |                            |                            |                            |                            |                            |  |  |                             | Ágatha – Bárbara            | 22                          | 21                          |                             |  |                      |                      |                       |                      |                      |                    |
|                               | Ágatha – Bárbara              | 21                            | 21                            |                               |  |  |                            | Ágatha – Bárbara           | 23                         | 21                         |                            |  |  |                             |                             |                             |                             |                             |  | Wedstrijd voor brons | Wedstrijd voor brons | Wedstrijd voor brons  | Wedstrijd voor brons | Wedstrijd voor brons |                    |
|                               | Chomjakova – Oekolova         | 23                            | 24                            |                               |  |  | Chomjakova – Oekolova      | 21                         | 16                         |                            |                            |  |  |                             |                             |                             |                             |                             |  |                      | Larissa – Talita     | 21                    | 17                   | 9                    |                    |
|                               | Elsa – Liliana                | 21                            | 22                            |                               |  |  |                            |                            |                            |                            |                            |  |  |                             |                             |                             |                             |                             |  |                      |                      | Ross – Walsh Jennings | 17                   | 21                   | 15                 |